# Auer (Familienname)
Auer ist ein deutscher Familienname.

## Namensträger

### A
- Adolf von Auer (1831–1916), Rechtsanwalt, Aufsichtsratsvorsitzender der Bayerischen Hypotheken- und Wechsel-Bank und Mitglied der bayerischen Kammer der Reichsräte
- Adolf Auer (* 1937), deutscher Hochschullehrer für Automationstechnik
- Agnes von Auer (Pseudonym Luise Erau; 1822–1902), deutsche Schriftstellerin
- Albert Auer (Biologe) (1890–1977), deutscher Biologe
- Albert Auer (1891–1973), deutscher römisch-katholischer Philosoph und Mitglied des Benediktinerordens
- Albert Studer-Auer (1902–1965), Schweizer Caritas-Direktor
- Albuin Auer (1908–1969), österreichischer Maurermeister
- Alexander Auer (Diplomat) (1915–1994), österreichischer Kulturdiplomat
- Alexander Auer (Skeletonpilot) (* 1991), österreichischer Skeletonpilot
- Alexander Auer (Leichtathlet) (* 2004), österreichischer Leichtathlet
- Alexander A. Auer (* 1973), deutscher Chemiker und Hochschullehrer
- Alfons Auer (Politiker) (1857–1910), deutscher Kommunalpolitiker, Bürgermeister von Regensburg
- Alfons Auer (1915–2005), deutscher Moraltheologe
- Alfred Auer (Gartentechniker) (1922–2002), Stadtgartendirektor der Stadt Wien (Gesamtentwurf des WIG-64-Geländes)
- Alfred Auer (Höhlenforscher) (1930–2013), österreichischer Höhlenforscher
- Alois Auer von Welsbach (1813–1869), österreichischer Buchdrucker und Typograph
- Andrea Auer (* 1972), österreichische Schmuckdesignerin und Künstlerin
- Andreas Auer (1948–2018), Schweizer Staatsrechtler und Professor an den Universitäten Zürich und Genf
- Anna Auer (* 1937), österreichische Fotoforscherin, Ausstellungskuratorin und Fotopublizistin
- Annemarie Auer (1913–2002), deutsche Schriftstellerin
- Anton Auer (1778–1814), deutscher Porzellanmaler
- Anton Auer (Bildhauer) (1823–1879), bayrischer Kunstschreiner und Bildhauer
- Anton Auer (Fußballspieler) (* 1947), österreichischer Fußballspieler
- Arnold Auer (1956–2020), österreichischer Politiker (SPÖ)
- Arthur Auer (1932–2020), deutscher Politiker (CSU), MdL
- August Auer (Augie Auer; 1940–2007), US-amerikanischer Meteorologe und Hochschullehrer

### B
- Barbara Auer (* 1959), deutsche Schauspielerin
- Benjamin Auer (* 1981), deutscher Fußballspieler
- Benjamin R. Auer (* 1983), deutscher Betriebswirt, Finanzwissenschaftler und Hochschullehrer
- Bernhard Auer (1876–1915), österreichischer Benediktiner, Organist und Komponist
- Bettina Auer (Dramaturgin), deutsche Operndramaturgin und Musikwissenschaftlerin
- Bettina Auer (* 1992), deutsche Autorin

### C
- Carl Auer von Welsbach (1858–1929), österreichischer Chemiker und Unternehmer
- Carl Albrecht Wilhelm von Auer (1748–1830), preußischer Kriegs- und Domänenrat, Akzisedirektor
- Christian Auer (Komponist) (* 1968), deutscher Komponist und Pianist
- Christian Auer (* 1966), österreichischer Skeletonfahrer
- Christoph Auer (Staatsschreiber), Berner Staatsschreiber
- Christoph Albrecht von Auer (1710–1794), preußischer Kammerpräsident und Finanzrat
- Christoph Pepe Auer (* 1981), österreichischer Saxophonist
- Claus Auer (1952–2023), deutscher Diplomat
- Clemens Martin Auer (* 1957), österreichischer Politiker (ÖVP)

### D
- Daniel Auer (* 1994), österreichischer Radrennfahrer
- Dirk Auer (* 1972), deutscher Extremsportler
- Dominik Auer (* 1976), deutscher Schauspieler und Synchronsprecher
- Doris Auer (* 1971), österreichische Stabhochspringerin, Siebenkämpferin und Sprinterin

### E
- Elisabeth Auer (* 1977), österreichische Moderatorin
- Emil Auer (1860–1912), Schweizer Ingenieur
- Erhard Auer (1874–1945), deutscher Politiker (SPD)
- Erich Auer (Widerstandskämpfer) (1902–1978), deutscher Parteifunktionär (KPD), Gewerkschafter und Widerstandskämpfer
- Erich Auer (Schauspieler) (1923–2004), österreichischer Schauspieler
- Erich Auer (Maler) (* 1936), deutscher Maler, Grafiker und Objektkünstler
- Ernst Auer (Schauspieler) (zwischen 1900 und 1910–nach 1973), österreichischer Schauspieler
- Ernst Auer (Offizier) (1933–2013), österreichischer Militärwissenschaftler und Generalmajor
- Ernst Auer von Herrenkirchen († 1432), Bischof von Gurk
- Ernst Christoph Friedrich von Auer (1763–1799), preußischer Beamter
- Ernst Josef Auer (1922–2003), deutscher Designer und Direktor des Design Center Stuttgart
- Erwin M. Auer (1907–1989), österreichischer Kunst- und Kulturhistoriker

### F
- Felix Auer (Politiker) (1925–2016), Schweizer Journalist und Politiker (FDP)
- Felix Auer (Schauspieler) (* 1989), deutscher Schauspieler und Synchronsprecher
- Florian Auer (* 1994), österreichischer Skeletonpilot
- Frank von Auer (1939–2022), deutscher Gewerkschaftsfunktionär
- Franz Auer (General) (1878–1967), deutscher Generalleutnant
- Franz Auer (Widerstandskämpfer) (1899–1944), österreichischer Widerstandskämpfer
- Franz Auer (SS-Mitglied) (1911–1948), österreichischer SS-Hauptscharführer
- Franz Auer (Theologe) (1912–1990), deutscher Theologe und Hochschullehrer
- Franz Auer (Schachspieler) (1918–1983), österreichischer Schachspieler
- Friedel Auer-Miehle (1914–2004), österreichische Malerin
- Friedrich Auer († 1356), Regensburger Bürgermeister
- Friedrich Auer (Unternehmer) (* 1955), österreichischer Unternehmer
- Fritz Auer (Schriftsteller) (1878–nach 1935), deutscher Schriftsteller
- Fritz Auer (* 1933), deutscher Architekt

### G
- Georg Auer (1922–2004), österreichischer Journalist
- Gerhard Auer (Architekt), (* 1938), deutscher Architekt und Hochschullehrer
- Gerhard Auer (1943–2019), deutscher Ruderer
- Gernot Auer (* 1989), österreichischer Straßenradrennfahrer
- Gottlieb Auer (1887–1952), deutscher römisch-katholischer Ordensmann, Missionar und Märtyrer
- Grethe Auer (verh. Güterbock; 1871–1940), schweizerisch-österreichische Schriftstellerin

### H
- Hannelore Auer (1942–2023), österreichische Schlagersängerin und Schauspielerin, siehe Hannelore Kramm
- Hannes Auer (* 1982), österreichischer Journalist
- Hans Auer (Pilot) (1890–1960), deutscher Jagdflieger
- Hans Auer (Grasskiläufer), Schweizer Grasskiläufer
- Hans Auer (Musiker) (* 1955), deutscher Musiker und Musikpädagoge
- Hans Helmhart Auer von Herrenkirchen (1877–1960), deutscher Volkswirt und Hochschullehrer
- Hansjörg Auer (1984–2019), österreichischer Kletterer
- Hans Wilhelm Auer (1847–1906), Schweizer Architekt
- Heinrich Auer (Industrieller) (1825–1892), deutscher Industrieller
- Heinrich Auer (Verwaltungsjurist) (1828–1903), deutscher Verwaltungsjurist
- Heinrich Auer (Bibliothekar) (1884–1951), deutscher Historiker und Bibliothekar
- Heinrich Auer (Fußballspieler) (1909–1983), deutscher Fußballspieler
- Helene Auer (* 1945), österreichische Politikerin (SPÖ)
- Helmar Auer (1952–2004), österreichischer Ornithologe
- Herbert Auer (* 1953), österreichischer Biologe
- Herbert Auer-Welsbach (* 1953), österreichischer Philosoph
- Hermann Auer (1902–1997), deutscher Physiker und Museumsdirektor
- Horst Auer (1934–2007), deutscher Architekt, Medailleur und Hochschullehrer
- Hubert Auer (Propst) (1780–1836), Fürstbischöflicher Delegat für Brandenburg und Pommern und Propst der St. Hedwigs-Kirche in Berlin sowie Dompropst zu Trier
- Hubert Auer (Politiker) (1934–2000), österreichischer Politiker (ÖVP), Landtagsabgeordneter
- Hubert Auer (Fußballspieler) (* 1981), österreichischer Fußballtorwart

### I
- Ignaz Auer (1846–1907), deutscher Politiker (SPD)
- Ilkka Auer (* 1930), finnischer Hindernisläufer
- Ingeborg Auer, österreichische Klimawissenschaftlerin

### J
- Jakob Auer (Bildhauer) (1645–1706), österreichischer Bildhauer
- Jakob Auer (Politiker) (* 1948), österreichischer Landwirt und Politiker (ÖVP)
- Jakob Auer (Erzabt) (* 1991), österreichischer Benediktiner und Erzabt
- Joachim Auer (1953–2017), deutscher Politiker (CDU)
- Jörg Auer (1943–2024), deutscher Konteradmiral
- Johann Auer (Theologe) (1910–1989), deutscher Theologe und Hochschullehrer
- Johann Josef Auer (1666–1739), deutscher Bildhauer
- Johann Kasimir von Auer (1736–1809), deutscher Generalmajor
- Johann Paul Auer (1636/1638–1687), deutscher Maler
- Johanna Auer (* 1950), österreichische Politikerin (SPÖ)
- Johannes Auer (1813–1867), Schweizer Kaufmann
- John Auer (Mediziner) (1875–1948), US-amerikanischer Mediziner und Pharmakologe, Mitbegründer der American Society for Pharmacology and Experimental Therapeutics
- John H. Auer (1906–1975), US-amerikanischer Regisseur und Produzent
- Jon Auer (* 1969), US-amerikanischer Musiker
- Jonas Auer (Fußballspieler) (* 2000), österreichischer Fußballspieler
- Jonas Casimir von Auer (1658–1721), königlich preußischer Oberst
- Josef Auer (Bildhauer) (1867–1934), deutscher Bildhauer
- Josef Auer (Fußballtrainer) (* 1943), österreichischer Fußballtrainer
- Josef Auer (Politiker) (* 1956), österreichischer Politiker (SPÖ)
- Josef Albert Auer (1856–1911), deutscher Kirchenmusiker
- Josef-Georg Auer (* 1965), österreichischer Ringer
- Joseph Auer (General) (1789–1852), österreichischer Generalmajor
- Joseph Auer (Komponist) (1855–1911), deutscher Komponist
- Judith Auer (1905–1944), deutsche Widerstandskämpferin
- Julius von Auer (1832–1915), bayerischer Regierungspräsident von 1892 bis 1902

### K
- Karl Auer (Lithograf) (1818–1859), tschechischer Lithograf tätig in Galizien
- Karl Auer (Fußballspieler) (1903–1945), deutscher Fußballspieler
- Karl Auer (Künstler) (1904–1986), deutscher Glaskünstler und Kunstlehrer
- Karl Auer (Rennfahrer) (* 1943), österreichischer Motorradrennfahrer
- Karl Auer (Fußballfunktionär) (* 1947), deutscher Wurstfabrikant und Fußballfunktionär
- Karl Auer, Pseudonym von Markus Walsch, deutscher Moderator und Komiker
- Karl Heinz Auer (* 1952), österreichischer Theologe, Religionspädagoge und Jurist
- Karol Auer (1818–nach 1858), Grafiker und Lithograf
- Kasimir von Auer (1788–1837), preußischer Generalmajor
- Katja Auer (* 1979), deutsche Journalistin
- Katrin Auer (* 1974), österreichische Politologin, Historikerin und Politikerin
- Klaus Hubert Auer (* 1962), österreichischer Politiker
- Konrad Auer (Lithograf) (um 1816–1873), deutscher Lithograf und Musiker
- Konrad Auer (* 1965), Südtiroler Bergsteiger
- Kuno von Auer (1818–1895), deutscher Generalmajor

### L
- Lambert Auer (1533–1573), österreichischer Jesuit, Prediger und Theologe
- Laurence Auer (* 1959), französische Diplomatin
- Leopold Auer (Musiker) (1845–1930), ungarischer Geiger und Dirigent
- Leopold Auer (Historiker) (1944–2024), österreichischer Historiker und Archivar
- Lucas Auer (* 1994), österreichischer Autorennfahrer
- Ludwig Auer (1839–1914), deutscher Verleger, Schriftsteller und Schulgründer
- Ludwig Auer (Schauspieler) (1881–1954), österreichischer Schauspieler
- Ludwig von Auer (* 1966), deutscher Makroökonom

### M
- Manfred Auer (Fußballspieler) (1919–2005), deutscher Fußballspieler
- Manfred Auer (Skifahrer) (* 1969), österreichischer Skifahrer
- Manuela Auer (* 1985), österreichische Politikerin
- Marietta Auer (* 1972), deutsche Rechtswissenschaftlerin
- Margit Auer (* 1967), deutsche Journalistin und Schriftstellerin
- Marlene Auer (* 1987), österreichische Journalistin
- Martin Auer (* 1951), österreichischer Schriftsteller, Schauspieler, Musiker, Übersetzer
- Martin Auer (Musiker, 1963) (* 1963), deutscher Jazztrompeter
- Martin Auer (Rechtswissenschaftler) (* 1973), österreichischer Rechtswissenschaftler
- Martin Auer (Musiker, 1976) (* 1976), deutscher Jazztrompeter
- Max Auer (Musikwissenschaftler) (1880–1962), österreichischer Musikwissenschaftler
- Max Auer (Fußballspieler) (* 1936), deutscher Fußballspieler
- Max Joseph Auer (1805–1878), deutscher Porzellanmaler, siehe Maximilian Joseph Auer
- Maximilian Joseph Auer (Max Joseph Auer; 1805–1878), deutscher Porzellanmaler
- Michael Auer (Politiker), rumänischer Politiker, Bürgermeister von Timișoara
- Michael Auer (Filmeditor), deutscher Filmeditor
- Michael Auer (Literaturwissenschaftler) (* 1978), österreichisch-amerikanischer Literaturwissenschaftler
- Michael Auer (Fußballspieler) (* 1983), österreichischer Fußballspieler
- Michel Auer (1933–2024), französisch-schweizerischer Fotograf, Sammler und Fotohistoriker
- Mimi Gstöttner-Auer (1886–1977), österreichische Schauspielerin
- Miriam H. Auer (* 1983), österreichische Schriftstellerin und Dozentin
- Mischa Auer (1905–1967), US-amerikanisch-russischer Schauspieler
- Monika Auer (* 1957), italienische Rennrodlerin

### O
- Otto Auer (Ingenieur) (1909–nach 1971), deutscher Regierungsbaumeister und Vorstandsvorsitzender von Heilmann & Littmann
- Otto Auer (* 1966), österreichischer Politiker (ÖVP)

### P
- Paul Auer (1883–1969), deutscher Lehrer und Heimatforscher
- Pepsi Auer (Josef Auer; 1928–2013), deutscher Jazzmusiker
- Peter Auer (* 1954), deutscher Linguist (Germanistik) und Hochschullehrer
- Petra Auer-Frey (* 1963), deutsche Schauspielerin und Moderatorin
- Philipp Auer (1831–1912), deutscher Politiker

### R
- Rainer Alfred Auer (1937–2012), Schweizer Maler und Illustrator
- Rainer Maria Auer (* 1953), österreichischer Maler
- Reinhard Lambert Auer (* 1954), deutscher Kunsthistoriker
- Richard Auer (* 1965), deutscher Krimiautor und Journalist
- Robert Auer (Maler) (1873–1952), kroatischer Maler
- Robert Auer (Fußballspieler) (1957–2013), österreichischer Fußballspieler
- Rudolf Auer (1913–1991), deutscher Maler

### S
- Sebastian Auer (1922–2023), österreichischer Techniker und Erfinder
- Sepp Auer (Josef Auer; * 1939), österreichischer Bildender Künstler
- Sören Auer (* 1975), deutscher Informatiker
- Stefan Auer (Fußballspieler, 1905) (1905–1977), rumänisch-ungarischer Fußballspieler
- Stefan Auer (Fußballspieler, 1975) (* 1975), österreichischer Fußballspieler
- Stefanie Auer (* 2002), österreichische Tennisspielerin
- Stephan Auer (Diplomat) (* 1961), deutscher Diplomat
- Stephan Auer (Fußballspieler) (* 1991), österreichischer Fußballspieler
- Stephan Auer-Stüger (* 1979), österreichischer Politiker (SPÖ)
- Susanne Auer-Mayer (* 1985), österreichische Rechtswissenschaftlerin und Universitätsprofessorin

### T
- Theodor Auer (1899–1972), deutscher Diplomat
- Theodor Auer (Journalist) (* 1944), deutscher Journalist und Schriftsteller
- Thomas Auer (Politiker) (1865–1942), österreichischer Politiker (CSP), Salzburger Landtagsabgeordneter
- Thomas Auer (Ingenieur) (* 1965), deutscher Ingenieur, Gebäudephysiker und Hochschullehrer
- Thomas Auer (Eishockeyspieler) (* 1982), österreichischer Eishockeyspieler
- Toni Auer (1937–2023), deutscher Radrennfahrer

### V
- Väinö Auer (1895–1981), finnischer Geologe und Geograph
- Vera Auer (1919–1996), österreichische Jazzmusikerin
- Victor Auer (1937–2011), US-amerikanischer Sportschütze

### W
- Walter Auer (Bildhauer) (* 1932), österreichischer Bildhauer
- Walter Auer (* 1971), österreichischer Flötist
- Werner Auer (* 1965), österreichischer Sänger, Musiker und Schauspieler
- Wilhelm Auer (Geistlicher) (1840–1913), deutscher Ordensgeistlicher (OFMCap) und Schriftsteller
- Wilhelm von Auer (1864–1918), preußischer Generalmajor
- Wilhelm Auer (Beamter) (1881–nach 1934), deutscher Ministerialrat
- Wilhelm Theodor Auer (1898–1971), deutscher katholischer Geistlicher, Theologe und Hochschullehrer
- Willi Auer (1949–1998), deutscher Politiker (REP)
- Wolfgang Auer (* 1964), deutscher Bildhauer